# North Wilkesboro
North Wilkesboro is een plaats (town) in de Amerikaanse staat North Carolina, en valt bestuurlijk gezien onder Wilkes County. De plaats werd in 1891 gesticht aan de Yadkin-rivier, tegenover Wilkesboro. Dat jaar werd er namelijk door de Norfolk and Southern Railroad een spoorlijn aangelegd die aan de overkant van de rivier tegenover Wilkesboro eindigde. Rondom het station verrees vervolgens North Wilkesboro.

## Demografie
Bij de volkstelling in 2000 werd het aantal inwoners vastgesteld op 4116.
In 2006 is het aantal inwoners door het United States Census Bureau geschat op 4184, een stijging van 68 (1,7%).

## Geografie
Volgens het United States Census Bureau beslaat de plaats een oppervlakte van
13,3 km², geheel bestaande uit land.

## Plaatsen in de nabije omgeving
De onderstaande figuur toont nabijgelegen plaatsen in een straal van 8 km rond North Wilkesboro.

## Geboren
- Robert Byrd (20 november 1917), politicus en huidige president pro tempore